# 京都ステーションホテル
京都ステーションホテル（きょうとステーションホテル）は、かつて京都駅北側（東洞院塩小路南西角）に存在したホテル。京都センチュリーホテルの前身である。戦前の京都において京都ホテル（現京都ホテルオークラ）、都ホテル（現ウェスティン都ホテル京都）に次いで3番目に開業したホテルであり、他の2軒とは異なりビジネスホテル的な性格を持っていた。

## 歴史

### 京都のホテルの歴史

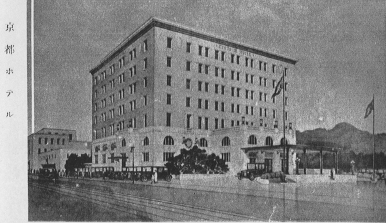
1928年の京都ステーションホテル開業時に経営を担った京都ホテル

日本初の本格的なホテルは、1869年（明治2年）にホテル専業となった横浜ホテルである。京都初の外国人専門宿泊施設は祇園の中村屋（現中村楼）であり、1868年（明治元年）に洋間8室を備えた新館を設けたが、尊王攘夷の風が吹き荒れる京都に宿泊する外国人は少なかった。1872年（明治5年）には知恩院と建仁寺で内国勧業博覧会が開催されたが、一般外国人の宿泊場所としては円山と下河原の日本旅館があてがわれている。1877年（明治10年）には八坂神社前に自由亭ホテルが開業し、西洋料理を看板にして外国人宿泊者の獲得を目指した。1881年（明治14年）のマレー (出版社)の『日本案内記』初版には全国のホテル一覧表（全27軒）が記されており、京都では自由亭、也阿弥、中村屋の3軒が挙げられている。1891年（明治24年）の第3版では常盤ホテル（京都ホテルの前身）、也阿弥ホテル、中村屋の3軒となり、自由亭は姿を消した。1903年（明治36年）の『チェンバレン日本帝国小史』第7版では也阿弥ホテル、京都ホテル、都ホテルの3軒となった。これらは外国人による宿泊案内であり、ホテルと旅館の区別を行っていないことに注意が必要である。
円山公園内に也阿弥楼が開業したのは1881年（明治14年）であり、江戸時代より宴席だった安養寺の塔頭を改造した純和風2階建の割烹旅館風だったが、屋根の看板には英語で「HOTEL」と書かれており、イギリス流の洋食が提供された。新聞で「也阿弥ホテル」と表記されることはなく、実態は和洋兼用の料理旅館だったとされる。経営者は外国人観光客のガイドをしていた長崎出身の貿易商・井上万吉(1835年生)。1889年（明治22年）には東京から神戸まで鉄道が全通し、観光客を期待する京都では本格的なホテルの誕生が熱望された。河原町二条の勧業場跡地にホテルの建設が計画され、琵琶湖疏水の第一期工事完成に間に合わせるように1890年（明治23年）4月14日に常盤ホテル（京都ホテルの前身）が開業した。開業当初は「京都ホテル」「京都ホテル常盤」「常盤楼」の表記が併用されたが、1891年（明治24年）以降は「常盤ホテル」表記が定着し、この常盤ホテルが京都初の本格的なホテルとされる。1891年5月11日には、常盤ホテルに滞在していたロシア皇太子ニコライ（後のニコライ2世）が巡査に切りつけられる大津事件が起こり、事件後には明治天皇などが常盤ホテルを訪れてニコライ皇太子を見舞っている。
1895年（明治28年）には第4回内国勧業博覧会が開催され、また平安京遷都1100年や平安神宮創建などの行事が重なって多数の入洛客が予想された。也阿弥ホテルの経営者井上萬吉の弟である井上喜太郎が常盤ホテルの経営権を獲得し、3月6日、常盤ホテルは京都ホテルと名をあらためて営業再開した。1900年（明治33年）10月には蹴上に都ホテルが開業し、1901年（明治34年）には大澤善助により也阿弥楼が洋式ホテル化して也阿弥ホテルとして開業した。京都ホテル、都ホテル、也阿弥ホテルの3ホテルが競合する時代を迎えたが、也阿弥ホテルは火災を繰り返したため京都市に用地の返還を命じられ、1905年（明治38年）には閉業した。1915年（大正3年）時点の各都市のホテル数は、雲仙8、神戸8、横浜7、東京6、長崎5、軽井沢3、京都3、有馬3、日光2などであり、100人以上を収容可能なホテルは全国に9棟しかなかったが、このうち2棟（京都ホテル・都ホテル）が京都にあった。
| 1902年時点の京都のホテル | 1902年時点の京都のホテル | 1902年時点の京都のホテル | 1902年時点の京都のホテル | 1902年時点の京都のホテル | 1902年時点の京都のホテル |
| 名称                     | 所在地                   | 開業年                   | 部屋数                   | 最大収容                 | 備考                     |
| ------------------------ | ------------------------ | ------------------------ | ------------------------ | ------------------------ | ------------------------ |
| 京都ホテル               | 河原町二条               | 1895年                   | 63室                     | 120-150名                |                          |
| 都ホテル                 | 蹴上                     | 1900年                   | 43室                     | 76-100名                 |                          |
| 也阿弥ホテル             | 円山                     | 1901年                   | 53室                     | 106-125名                | 1905年閉業               |

### 開業
1915年（大正3年）には東京駅前に東京ステーションホテルが開業し、1920年（大正8年）頃には京都市が京都駅前にホテルを建設するという計画が噂されたが、やがて噂は立ち消えた。昭和期に入ると、京都商工会議所が即位の礼（御大典）の慶祝事業の一環として、京都駅前に物産陳列館の建設を計画し、建物の1階を物産陳列所として、2階をホテルとして建設することが決定した。京都駅の北東角であり、傍らには車掌区や鉄道公安室などがあった。1928年（昭和3年）11月1日に京都ステーションホテルが開業し、京都ホテル、都ホテルに京都ステーションホテルを加えた3軒のホテルが競合することとなった。客室数は75であり、1人部屋12、2人部屋63であった。大正末期から昭和初期にかけての京都駅前には、京都ステーションホテルの他にも観光案内所、七条郵便局（現京都中央郵便局）、七条警察署（2012年廃止）、丸物本店（のちの近鉄百貨店京都店、2007年閉店）、京都電燈本社（関西電力に移行）などが建設され、駅前がにぎやかになりつつあった。
京都ステーションホテルの経営は京都ホテルが引き受けたが、1929年（昭和4年）7月16日には京都ホテルから独立し、京都ホテル社長の竹上藤次郎が京都ステーションホテル初代社長に就任し、帝国ホテル社長の大倉喜七郎が顧問に就任した。やがて井上武夫が竹上の後任の社長となり、『ホテル読本』『ホテル法規の研究』『ホテル業の経済的考察』などの著書がある大塚常吉が常務に昇格した。昭和初期には鉄道省直営のホテル建設も計画されたが、京都に所在する3ホテルは共倒れを恐れて猛反対を行い、このホテルの建設計画は立ち消えとなった。1928年度の日本の外国人宿泊者総数は63,380人（のべ人数は254,850人）であり、都市別では1位の東京が11,447人、2位の京都が8,321人、3位の神戸が8,137人だった。第二次世界大戦が幕を開けると奢侈品等製造販売制限規則（七・七禁令）などが施行されて旅行が困難となり、叡山ホテルなどのようなリゾートホテルは廃業させられたが、都心部のホテルは軍部や官公吏の出張などでの使用が増え、京都ホテルや都ホテルなどは戦前をしのぐ成績を上げた。1943年（昭和18年）には全国のホテルが等級分けされ、京都ホテルや都ホテルは1級だったが、京都ステーションホテルは4級に分類された。

### 戦後
京都は戦災を免れたが、1945年（昭和20年）8月に終戦を迎えると、京都ホテル、都ホテル、京都ステーションホテルなどは進駐軍の接収を受け、京都ステーションホテルは司令部宿舎となった。1952年（昭和27年）5月には京都ステーションホテルの接収が解除され、民間ホテルとしての営業を再開した。この頃の京都には京都ホテル、都ホテル、京都ステーションホテル、ホテルラクヨウ（貿易庁直営で戦後に新設されたバイヤー専用ホテル）の4棟のホテルがあったが、ホテルラクヨウは1955年（昭和30年）に廃業となっている。1952年時点の京都ステーションホテルは客室数71、収容人数108、従業員数65であり、京都ホテルや都ホテルの8割程度の客室数・収容人数を有していた。高度経済成長期には国内景気が上向き、ホテル間の増改築や新設が行われた。
| 1952年時点の京都のホテル | 1952年時点の京都のホテル | 1952年時点の京都のホテル | 1952年時点の京都のホテル | 1952年時点の京都のホテル | 1952年時点の京都のホテル |
| 名称                     | 所在地                   | 開業年                   | 部屋数                   | 最大収容                 | 備考                     |
| ------------------------ | ------------------------ | ------------------------ | ------------------------ | ------------------------ | ------------------------ |
| 京都ホテル               | 河原町二条               | 1895年                   | 80室                     | 131名                    |                          |
| 都ホテル                 | 蹴上                     | 1900年                   | 92室                     | 165名                    |                          |
| 京都ステーションホテル   | 京都駅前                 | 1928年                   | 71室                     | 108名                    |                          |
| ホテルラクヨウ           | 京都駅前                 | 1947年                   | 71室                     | 149名                    | 1955年閉業               |

### 閉業

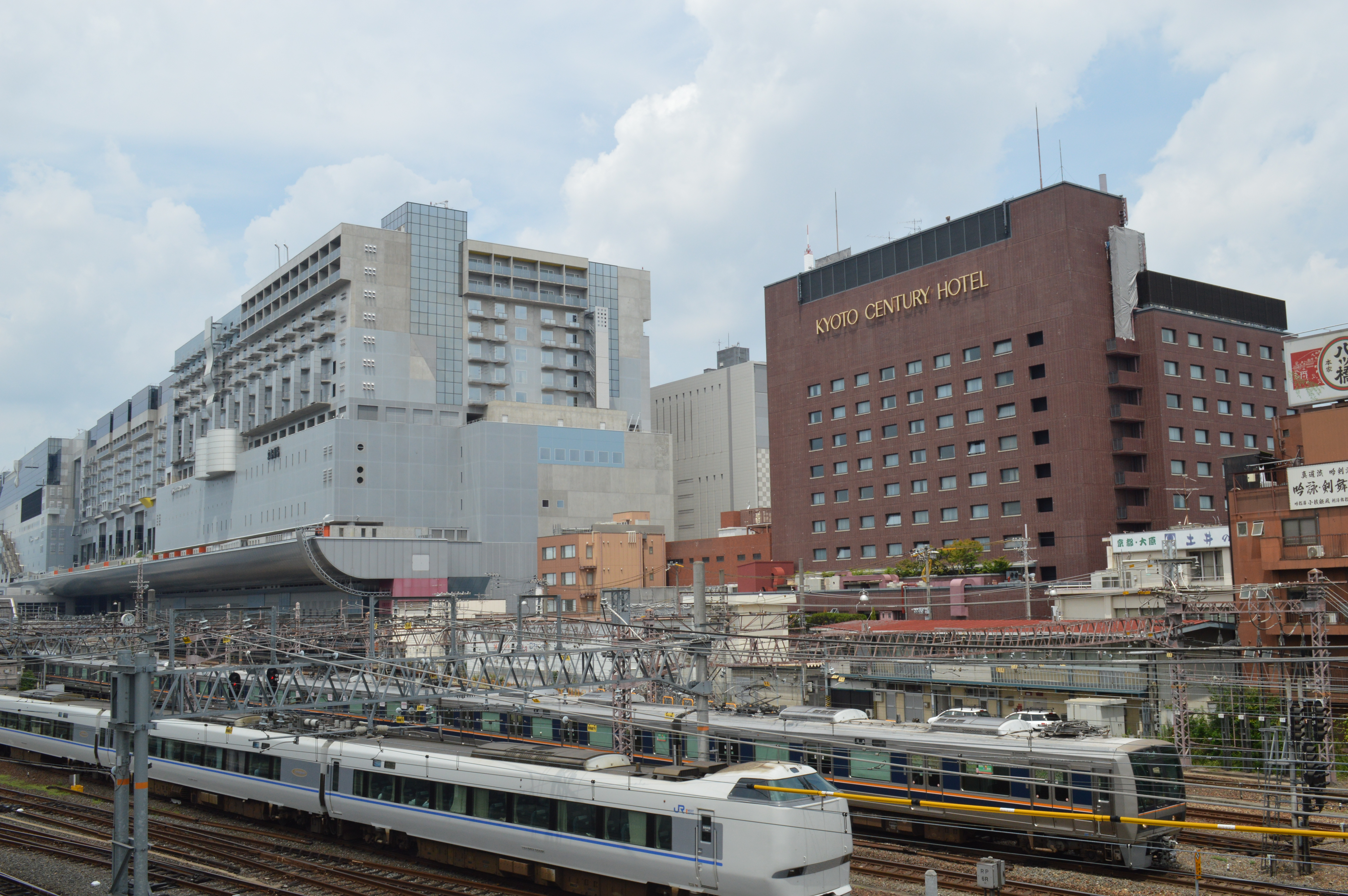
後身の京都センチュリーホテル（右の茶色）と京都駅ビル（左）

1980年代初頭の京都は2度目のホテル建設ラッシュを迎えた。当時の京都駅前には北口・南口あわせて6軒の大型ホテルが立ち並んでおり、1985年（昭和60年）末の京都市には100室以上のホテルが30社も存在した。1981年（昭和56年）、京都ステーションホテルから南東に100mほど離れた場所に、後身となる京都センチュリーホテルが開業し、1984年（昭和59年）に京都ステーションホテルが閉業した。かつて京都ステーションホテルが建っていた場所には、現在はセレマビル（カルチャーセンタービル）が建っている。
なお、京都センチュリーホテルはその後林原グループ入りしたが、2011年に林原グループが経営破綻したため、京阪電気鉄道に全株式が譲渡されて現在に至る。